# Que la lumière soit !
Pour plus de détails, voir Fiche technique et Distribution.
Que la lumière soit ! est un film français réalisé par Arthur Joffé, sorti en 1998.

## Synopsis
Dieu a écrit un scénario et descend sur Terre pour trouver quelqu'un susceptible de le réaliser. Il finit par rencontrer Jeanne, mais elle montre le scénario à un producteur qui demande certaines modifications. Logique, c'est Satan...

## Fiche technique
- Titre original : Que la lumière soit !
- Réalisation : Arthur Joffé
- Scénario : Arthur Joffé
- Décors : Nikos Meletopoulos
- Costumes : Madeline Fontaine
- Photographie : Philippe Welt
- Son : Pierre Gamet, Michel Kharat
- Montage : Marie Castro-Vasquez
- Effets Spéciaux Animatronic : Jacques Gastineau
- Musique : Angélique Nachon et Jean-Claude Nachon
- Production déléguée : Claudie Ossard
- Société de production : Ciby 2000
- Société de distribution : AFMD
- Pays d'origine :  France
- Langue originale : français
- Format : couleur — 35 mm — 1,85:1 — Dolby numérique
- Genre : comédie fantastique
- Durée : 110 min
- Dates de sortie : France : 8 juillet 1998

## Distribution
- Hélène de Fougerolles : Jeanne
- Tchéky Karyo : Harper
- Ticky Holgado : L'ange René
- Pierre Arditi : La voix de Dieu l'invisible (voix seulement)
- Gordon Tootoosis: Dieu l'indien
- Patrick Bouchitey : Dieu le pilote
- Arielle Dombasle : Dieu la blonde
- Elie Semoun : Dieu le magasinier
- Julie Landmann : Dieu le bébé
- Catherine Jacob : Dieu Suzanne
- Frédéric Mitterrand : Dieu l'automobiliste
- Yolande Moreau : Dieu contractuelle
- Julien Guiomar : Dieu le père
- François Morel : Dieu le fossoyeur
- Sergio Castellitto : Dieu le touriste
- Michel Galabru : Dieu le méridional
- Arthur Joffé : La voix de Dieu la douche/La voix de Dieu le téléphone/Le somnambule
- Patrick Poivre d'Arvor : Dieu le journaliste
- Éric Blanc : Dieu gardien de parc
- Rufus : Dieu, le chauffeur de Harper
- Zinedine Soualem : Dieu l'éboueur
- Maïté : Dieu l'infirmière
- Karen Guillaume : Dieu la petite fille
- Harry Holtzman : Martin
- Bruce Myers : Le Rabbin
- Lorella Cravotta : Rachel
- Michael Lonsdale : Monseigneur Loublié
- Maurice Lamy : Un fou
- Béatrice Avoine : Une folle
- Eric Averlant : Un fou
- Patrice Perlant : Un fou
- Laurent Spielvogel : L'espion de Harper
- Jacques Weber : Professeur Lang
- José Garcia : Le journaliste
- Marie-Pierre Casey : La mère Michu
- Brooks Gardner : Le cowboy
- Justine Johnston : La vieille américaine
- Lee Duncan : Le gardien du studio US
- Peter Kent : Flic Schzarzy
- Ralph Ahn : Le caissier
- David Labiosa : Le voleur
- Fred Pierce : Le sans abri
- Muriel Combeau : L'hôtesse
- Marc Brunet : Le copilote
- François Chaufferon : Le mécano
- Dominique Farrugia : Le chauffeur de taxi 1 & 2 Roissy
- Margot Marguerite : L'assistante pub
- Dominique Besnehard : Le réalisateur publicité
- Luc Gentil : Le médecin
- Sylvie Huguel : La secrétaire
- Vincianne Regattieri : La petite nouvelle
- Jacques Bonnot : Le machino Harper
- Sébastien Thiéry : L'assistant d'Harper
- André Valardy : Le dresseur d'ours
- Aymeric Demarigny : Le fils du dresseur d'ours
- Francine Bielle : La dame notre dame
- Guy Amram : L'infirmier #1
- Benoît Serre : L'infirmier #2
- Ruth Elkrief : La journaliste TV
- Doudou Babet : Un spectateur
- Esmeralda Kroy : Une spectatrice
- Juliette Joffé : La fille du Rabbin
- Patrick Braoudé : Le présentateur pub
- Marc Cohen : Le fils du rabbin

## Autour du film
Le générique facétieux crédite les animaux suivants, « Le pigeon de Cadéac » et « Le chat Sylvestre », « Les ours Gastineau et Mathieu » dans les rôles de « Dieu le pigeon », « Dieu le chat » et « Dieu l'ours 1 & 2 », ainsi que « L'objectif 85mm Zeiss » dans le rôle de « Dieu l'objectif ».
Marie-Pierre Casey acceptera le rôle car elle donne la réplique à son ami Michel Galabru.

## Lieux de tournage
La plupart des extérieurs ont été tournées dans les rues de Paris, certains en "caméra cachée".
Les extérieurs de Notre-Dame de Paris sont bien parisiens mais c'est la cathédrale Saint-Etienne de Meaux qui "joue" le rôle de Notre-Dame pour les intérieurs.[réf. souhaitée]

## Diffusion et accueil
Que la lumière soit, sorti le 8 juillet 1998, en pleine finale de la Coupe du monde de football 1998, est distribué par Ciby 2000, société de Bouygues, en difficultés financières qui fermera en 1998, ce qui conduit à des dysfonctionnements dans la distribution du film.

Le film a reçu un accueil plutôt critique, comme dans Télérama : 

« Manquent tous ces petits riens qui vous aèrent une comédie, la rendent bulle ou plume et propulsent le spectateur sur un nuage. Les voies du cinéma sont impénétrables. »

— Isabelle Danel